# Station Brunstane
Brunstane is een spoorwegstation van National Rail in Edinburgh in Schotland. Het station is eigendom van Network Rail en wordt beheerd door ScotRail. Het station is geopend in 2002.